# Executioner's Tax (Swing of the Axe)
«Executioner's Tax (Swing of the Axe)» es una canción de 2017 de la banda estadounidense de thrash metal Power Trip, lanzada como el segundo sencillo de su segundo álbum de estudio Nightmare Logic. Según el vocalista de la canción, Riley Gale, su letra está inspirada en la práctica de pagar una tarifa a los verdugos en la Europa medieval por una muerte sin dolor, lo que aplicó al clima político de la época. La canción fue generalmente elogiada por los críticos, particularmente por la interpretación de Gale y los guitarristas Blake Ibanez y Nick Stewart. Una versión en vivo de la canción fue nominada a un premio Grammy a la Mejor Interpretación de Metal en 2021.

## Antecedentes
«Executioner's Tax (Swing of the Axe)» fue lanzado como el segundo sencillo del álbum Nightmare Logic, antes del lanzamiento del álbum el 24 de febrero de 2017. Al igual que el resto del álbum, el sencillo fue producido por Arthur Rizk y lanzado por Southern Lord Records. En una entrevista con The Austin Chronicle, el vocalista de Power Trip, Riley Gale, declaró que la letra se inspiró en supuestos pagos a verdugos en la Europa medieval para garantizar una decapitación rápida e indolora. Comparó estos pagos con los hábitos autodestructivos modernos, como el consumo de medicamentos recetados y comida chatarra.

## Recepción
«Executioner's Tax (Swing of the Axe)» fue generalmente elogiado por los críticos. Zoe Camp de Pitchfork la llamó la «mejor canción» de Nightmare Logic, haciendo referencia a las letras satíricas de Gale y los riff s de trémolo pesado del guitarrista Blake Ibanez. En una reseña positiva de Nightmare Logic, PopMatters destacó las «maniobras de seis cuerdas ardientes y empapadas de napalm» de Ibanez y Nick Stewart y la «interpretación vocal apropiadamente aterradora» de Gale en la canción. Branan Rajanathan de Exclaim! también elogió la voz y el trabajo de guitarra de la canción. La canción fue nombrada la mejor canción de metal del año en los Loudwire Music Awards de 2017. Una versión en vivo de la canción fue nominada a un premio Grammy a la Mejor Interpretación de Metal en 2021.
En 2017, el presentador de televisión Greg Gutfeld tocó la canción dos veces en un episodio de The Five, lo que llevó a la banda a emitir un «cese y desista» a través de Twitter. Gale y Gutfeld tuvieron más tarde un diálogo después del incidente, lo que llevó a que ambos desarrollaran una amistad. Los miembros de Power Trip y Obituary grabaron una versión de la canción como homenaje a Gale después de su muerte en 2018. Además, la banda Outburst lanzó una versión de la canción en 2022, donando todas las ganancias de la transmisión a la Fundación Riley Gale.